# Horch 8
Horch 8 är en personbil, tillverkad av den tyska biltillverkaren Horch mellan 1926 och 1935. 

## 1926-1930
1923 lämnade Paul Daimler anställningen som chefskonstruktör hos Daimler-Motoren-Gesellschaft efter en kontrovers om huruvida företaget skulle producera den åttacylindriga lyxbil han börjat rita på. Han gick över till konkurrenten Horch som tog upp tillverkningen av Daimlers bil tre år senare. Det var den första serieproducerade tyska bilen med åttacylindrig motor.
Daimlers motor hade dubbla överliggande kamaxlar som drevs från vevaxelns främre ände via kamskaft. Vevaxeln hade fem stödlager. Chassit hade stela axlar med halvelliptiska bladfjädrar och mekaniska bromsar med vakuumservo.

## 1931-1935
Daimlers motor var komplicerad och dyr att tillverka. Sedan han lämnat Horch tog efterträdaren Fritz Fiedler fram en förenklad motor med enkel överliggande kamaxel och tiolagrad vevaxel.

## Motor

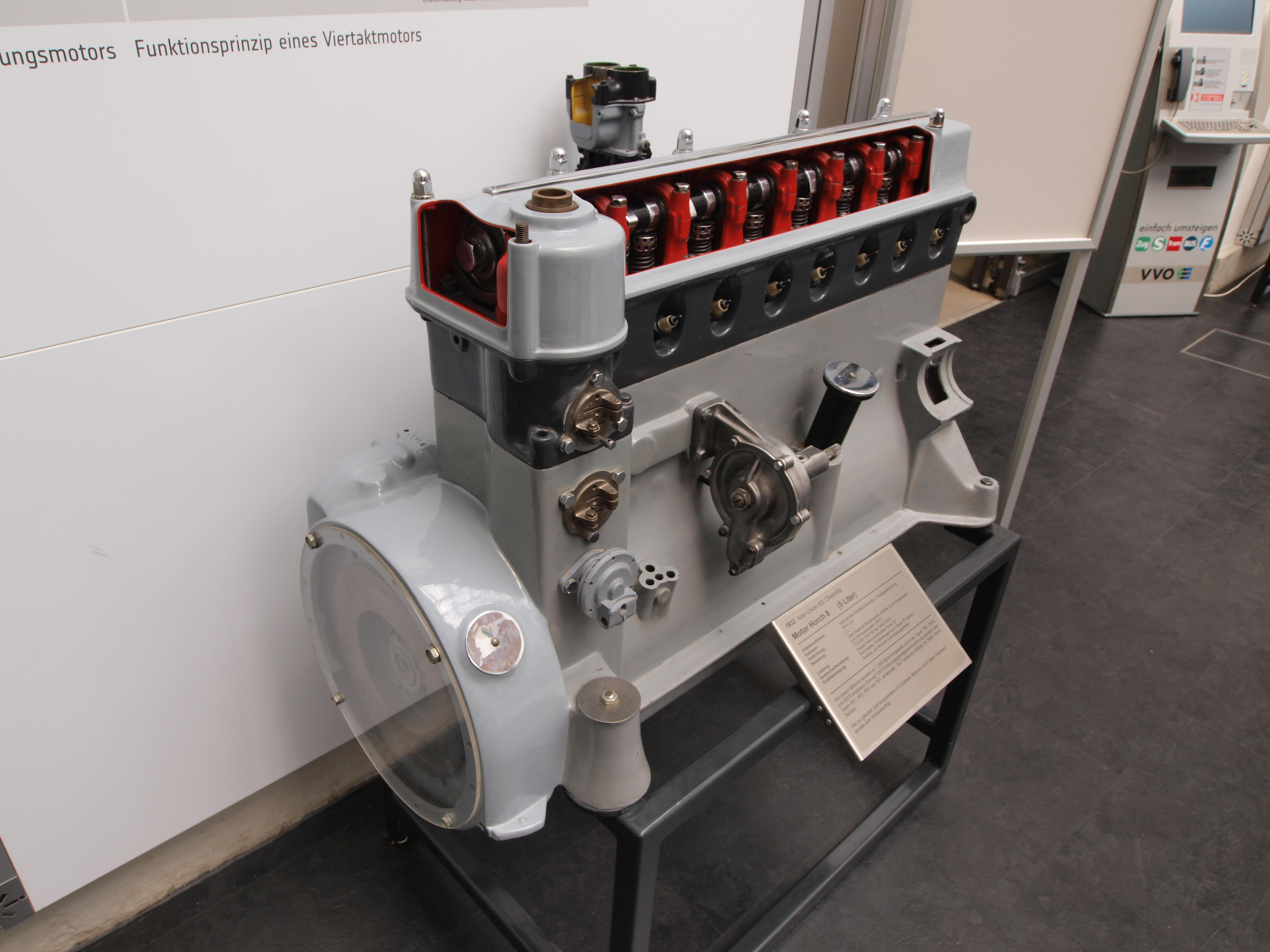
Femlitersmotor med enkel kamaxel.

| Modell          | Årsmodell | Motor               | Cylindervolym | Effekt | Bränslesystem   |
| --------------- | --------- | ------------------- | ------------- | ------ | --------------- |
| 303/304         | 1926-27   | 8-cyl radmotor DOHC | 3132 cm³      | 60 hk  | Enkel förgasare |
| 305/306         | 1927-28   | 8-cyl radmotor DOHC | 3378 cm³      | 65 hk  | Enkel förgasare |
| 350/375/400/405 | 1928-31   | 8-cyl radmotor DOHC | 3950 cm³      | 80 hk  | Enkel förgasare |
| 430             | 1931-32   | 8-cyl radmotor SOHC | 3009 cm³      | 65 hk  | Enkel förgasare |
| 410/440/710     | 1931-33   | 8-cyl radmotor SOHC | 4014 cm³      | 80 hk  | Enkel förgasare |
| 420/450/470/750 | 1931-35   | 8-cyl radmotor SOHC | 4517 cm³      | 90 hk  | Enkel förgasare |
| 480/500/780     | 1931-35   | 8-cyl radmotor SOHC | 4944 cm³      | 100 hk | Enkel förgasare |

## Bilder

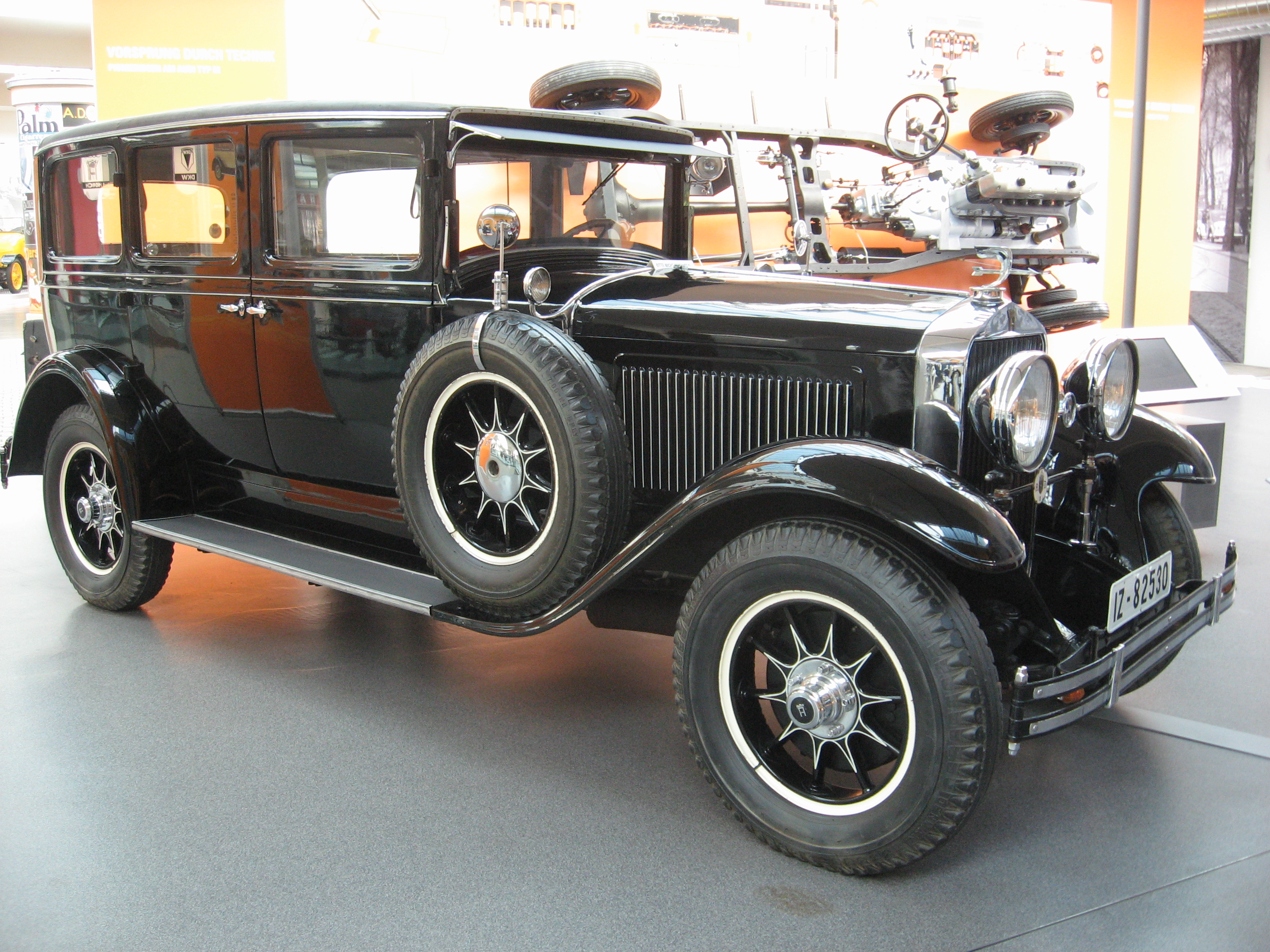
Horch 350
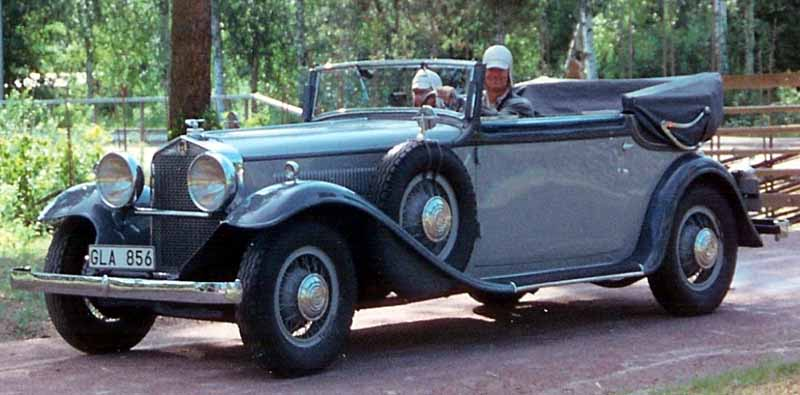
Horch 470
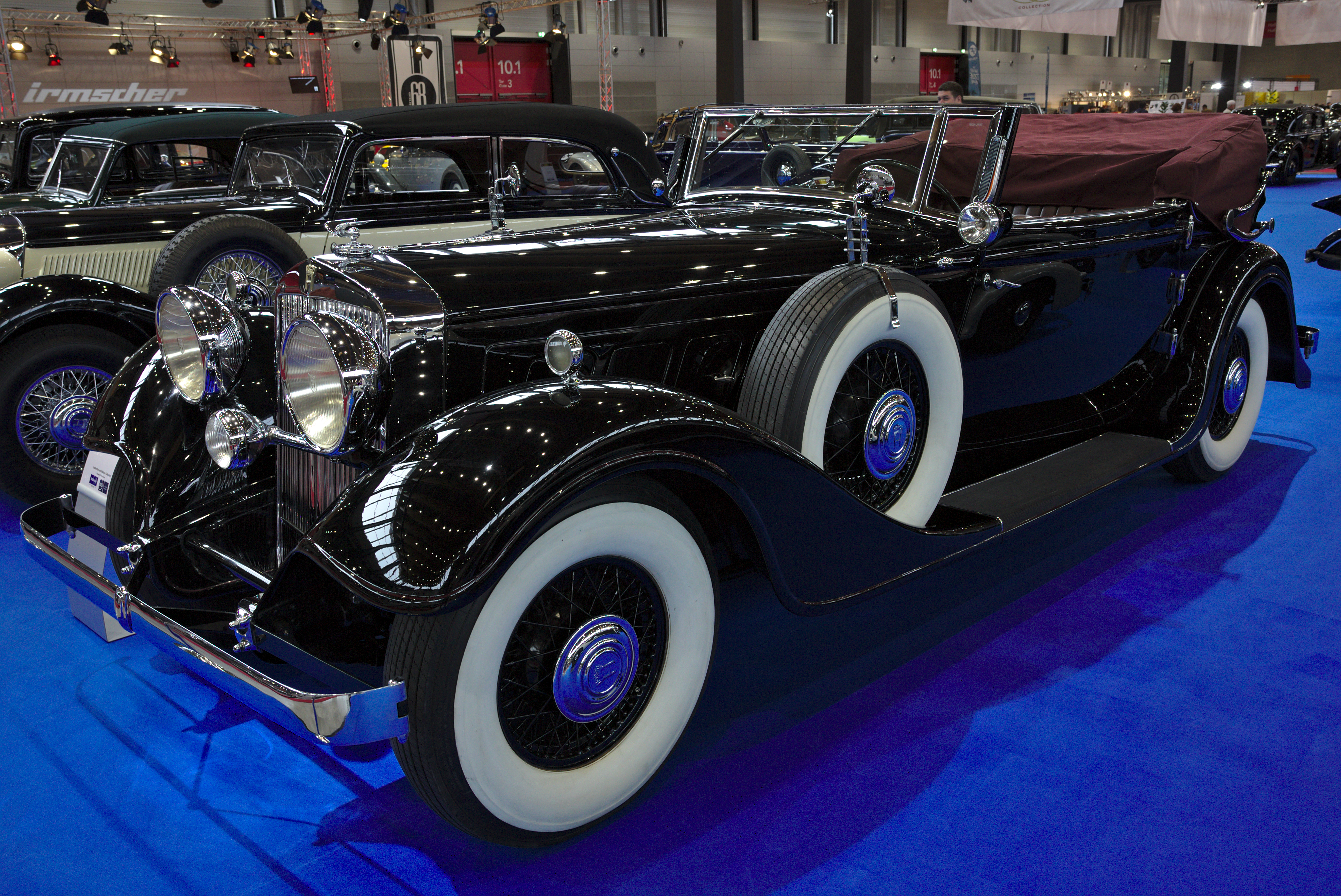
Horch 780